# Melissa A. Coburn

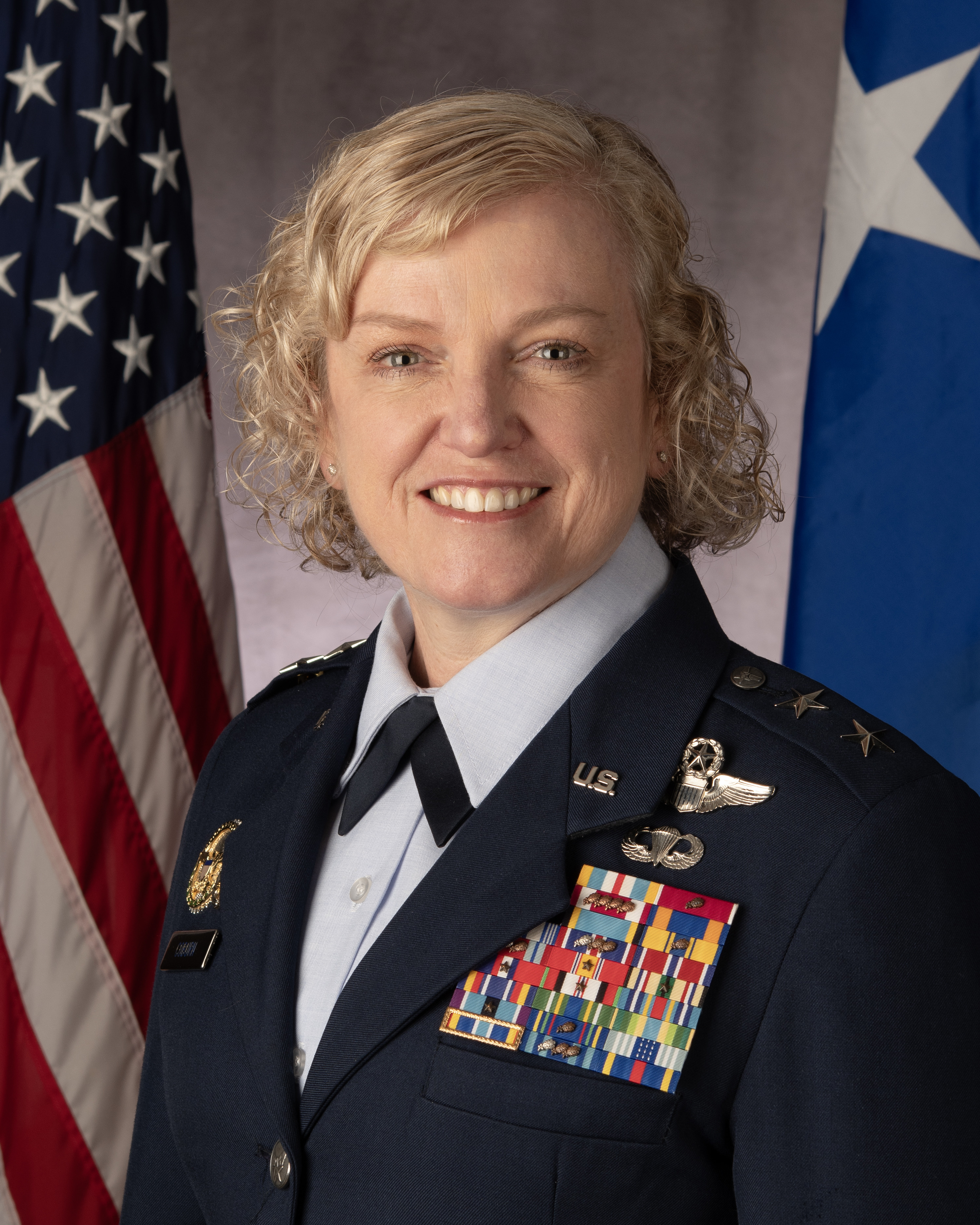
Melissa A. Coburn (2024)

Melissa A. Coburn (* um 1970) ist eine Offizierin der United States Air Force im Rang eines Generalmajors. Zurzeit (Juni 2025) kommandiert sie die 22. Luftflotte (Twenty Second Air Force).
Im Jahr 1992 absolvierte sie die United States Air Force Academy in Colorado Springs. Nach ihrer Graduation wurde sie als Leutnant in das Offizierskorps der Air Force aufgenommen. In der Folge durchlief sie alle Offiziersgrade vom Leutnant bis zum Zwei-Sterne-General.
Im Lauf ihrer militärischen Karriere absolvierte sie verschiedene Kurse und Schulungen. Dazu gehörten unter anderem eine Ausbildung zur Kampfpilotin und weitere Fortbildungskurse als Pilotin neuer Flugzeugtypen; die Squadron Officer School über einen Fernkurs; die Embry-Riddle Aeronautical University; das Air Command and Staff College, ebenfalls über einen Fernkurs; die Weapons School auf der Nellis Air Force Base in Nevada; das Air War College per Fernkurs; der Reserve Component National Security Course der National Defense University in Fort Lesley J. McNair in Washington, D.C. und das Armed Forces Staff College in Norfolk in Virginia.
In ihren frühen Jahren als Offizierin der Luftwaffe war sie an verschiedenen Stützpunkten stationiert. Zwischen Januar 1999 und Februar 2000 war sie auf der Osan Air Base in Südkorea als Pilotin tätig. Sie nahm im Verlauf ihrer Karriere unter anderem an Einsätzen im Irak und in Afghanistan teil. Im Februar 2003 wechselte sie zur Reserve der Air Force und war fortan in den entsprechenden Einheiten tätig.
In den folgenden Jahren bekleidete sie verschiedene Positionen an unterschiedlichen Standorten in den Vereinigten Staaten. Dazwischen absolvierte sie einige der erwähnten Kurse. Zwischen Juni 2014 und August 2017 gehörte sie in unterschiedlichen Funktionen dem Hauptquartier der Air Force an. Ihr nächster Auftrag führte Melissa Coburn auf die March Air Reserve Base in Kalifornien, wo sie zwischen August 2017 und März 2019 die 452nd Operations Group kommandierte. Auch nach dem Ende dieser Mission verblieb sie auf diesem Stützpunkt. Bis zum Juni 2021 hatte sie dort den Oberbefehl über das 452. Geschwader (452nd Air Mobility Wing).
Daran schloss sich eine Versetzung auf die Peterson Space Force Base in Colorado an. Zwischen Juli 2021 und März 2023 leitete sie dort die Stabsabteilungen für Strategie und Planungen (Deputy Director for Strategy, Policy and Plans) beim United States Northern Command und beim North American Aerospace Defense Command (NORAD). Am 2. April 2023 übernahm sie auf der Dobbins Air Force Reserve Base in Georgia als Nachfolgerin von Bret C. Larson den Oberbefehl über die 22. Luftflotte. Diesen Posten bekleidet sie bis heute (Juni 2025).
Während ihrer Zeit als Militärpilotin absolvierte sie über 6000 Flugstunden auf verschiedenen Flugzeugtypen.

## Daten der Beförderungen
| Abzeichen | Rang               | Jahr             |
| --------- | ------------------ | ---------------- |
|           | Second Lieutenant  | 27. Mai 1992     |
|           | First Lieutenant   | 27. Mai 1994     |
|           | Captain            | 27. Mai 1996     |
|           | Major              | 1. Januar 2003   |
|           | Lieutenant Colonel | 14. Oktober 2008 |
|           | Colonel            | 20. Juni 2014    |
|           | Brigadier General  | 9. Dezember 2019 |
|           | Major General      | 19. April 2024   |

## Orden und Auszeichnungen
Melissa Coburn erhielt im Lauf ihrer militärischen Laufbahn unter anderem folgende Auszeichnungen:
- Defense Superior Service Medal
- Legion of Merit
- Meritorious Service Medal
- Air Medal
- Aerial Achievement Medal
- Air and Space Force Commendation Medal
- Air and Space Force Achievement Medal
- Air and Space Force Outstanding Unit Award
- Combat Readiness Medal
- National Defense Service Medal
- Southwest Asia Service Medal
- Kosovo Campaign Medal
- Global War on Terrorism Expeditionary Medal
- Global War on Terrorism Service Medal
- Korean Defense Service Medal
- Air and Space Force Longevity Service Award